# 1904 год в авиации
Список событий в авиации в 1904 году.

## Персоны

### Родились
- 25 января — Четвериков, Игорь Вячеславович, советский авиаконструктор, кандидат технических наук (1951).
- 2 февраля — Валерий Павлович Чкалов, советский лётчик-испытатель, комбриг, Герой Советского Союза. Командир экипажа самолёта, в 1937 году совершившего первый беспосадочный перелёт через Северный полюс из Москвы в Ванкувер (штат Вашингтон, США).
- 12 февраля — Шахурин, Алексей Иванович, нарком авиационной промышленности (1940—1946), генерал-полковник инженерно-авиационной службы, Герой Социалистического Труда.
- 25 июня — Владимир Константинович Коккинаки, лётчик-испытатель, дважды Герой Советского Союза (1938, 1957), заслуженный лётчик-испытатель СССР (1959), генерал-майор авиации (1943).
- 7 августа — Александр Евгеньевич Голованов, советский военачальник, главный маршал авиации (19 августа 1944).
- 22 сентября — Эллен Черч, считается первой в мире стюардессой.[1]
- 16 ноября — Москалёв, Александр Сергеевич, советский авиаконструктор, профессор (1941), кандидат технических наук (1950), инженер-полковник.
- 21 декабря — Гудков, Михаил Иванович, советский авиаконструктор, один из трёх главных конструкторов истребителя ЛаГГ-3, лауреат Сталинской премии 1 степени (1941).